# Orodus
Orodus è un genere estinto di pesci cartilaginei che visse in quello che oggi chiamiamo Nordamerica dal tardo Pennsylvaniano al primo Permiano..